# Historia del ladrillo

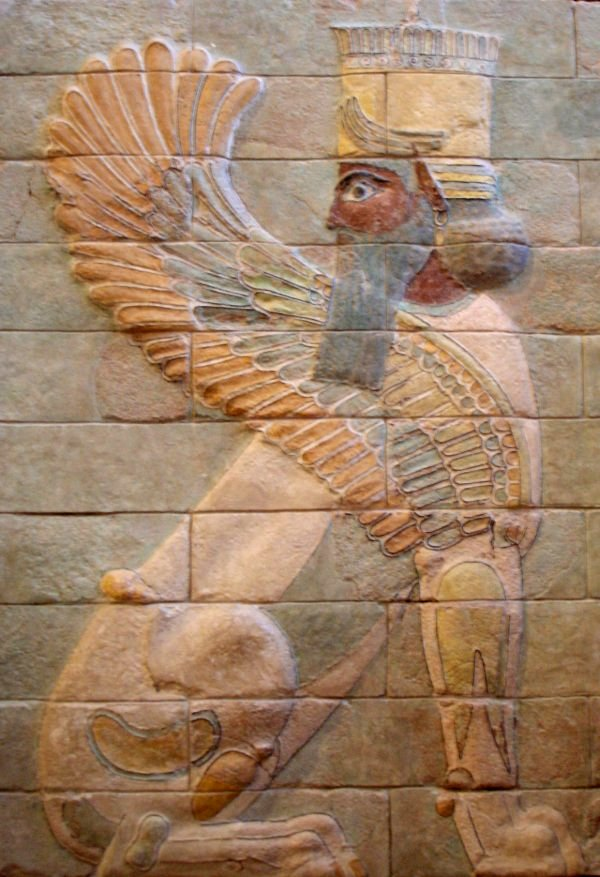
Esfinge alada del palacio de Darío en Susa (alrededor del año 510 a. C.). Museo del Louvre.

La Historia del ladrillo constituye quizá uno de los capítulos elementales de la historia de la arquitectura.
El humilde ladrillo de barro, pedazo de tierra amasado y cocido, ha sido relevado o complementado, con el paso de los siglos, por una larga serie de objetos así definidos:
1. el ladrillo a cara vista, también conocido como ladrillo klinker;
2. el ladrillo azulejo;
3. el ladrillo columnario;
4. el ladrillo de mocheta (con un corte en uno de sus vértices y de origen romano);
5. el ladrillo de muela y nuca de origen almohade usado en pocería;
6. el artesón o ladrillo visigodo estampillado;
7. el ladrillo fino de la alfarería popular andaluza;
8. el ladrillo flotante citado por Plinio el Viejo en su Historia Natural;
9. el ladrillo gafa, ligero, con dos orificios taladrados y paralelos, habitualmente usado para tabicar;
10. el ladrillo holandés semivitrificado;
11. el ladrillo hueco, doble o triple, con dos o tres hileras (acanaladuras) de perforaciones en la testa;
12. el ladrillo mahón o ladrillo común catalán;
13. el ladrillo nazarí de origen egipcio;
14. el ladrillo mediano o levantino;
15. el ladrillo moruno que sigue el módulo almohade (28 x 14 x 4);
16. el ladrillo por tabla, similar a la rasilla, para techos y entresuelos;
17. el ladrillo refractario de arcilla y chamota;
18. el ladrillo tocho.[2]
19. el ladrillo tosco de pasta porosa sin alisar;
20. el ladrillo visto, y
21. el ladrillo vitrificado.[3]

Una vez más, la historia de un sencillo objeto corre pareja a la historia de la Humanidad.

## Orígenes del ladrillo
La mampostería, el adobe y el cob noreuropeo, son los recursos arquitectónicos más primitivos en la historia de la albañilería humana. El empleo del adobe se data entre el 10000 y el 8000 a. C. Asimismo se ha calculado que los ladrillos, como elemento para la construcción, tienen una antigüedad de unos 11000 años. Los primeros en utilizarlos fueron los agricultores del neolítico precerámico del Levante mediterráneo hacia 9500 a. C., ya que en las áreas donde levantaron sus ciudades apenas existía la madera y la piedra.

### Mesopotamia, India y Egipto
Las hiladas de ladrillo más antiguas que se conocen, anteriores a 7500 a. C., se descubrieron en diferentes yacimientos arqueológicos de Mesopotamia. Asimismo, ladrillos datados entre 7000 y 6395 a. C., son los hallados en 1952 en las excavaciones de Jericó, en las cercanías del río Jordán, y en Catal Huyuk.
En las ruinas de Jericó se encontraron dos tipos de ladrillos: los primeros datan del periodo comprendido entre  8300 y 7600 a. C. y tenían un tamaño de 260x100x100 mm (similar a un pan de molde). El otro tipo, más fino, es el llamado ladrillo de caña. El empleo de ladrillos demuestra que era más fácil transportarlos que acarrear el propio barro al lugar de la construcción.
Más hacia Oriente, en la mítica ciudad de Mehrgarh, se han fechado toscos ejemplares de barro hacia 7000 a. C.. Material con consistencia cerámica se empleaba ya en la cultura del valle del Indo (3300 a. C. hasta 1300 a. C.) como se constata en las ruinas de Mohenjo-Daro y Harappa.

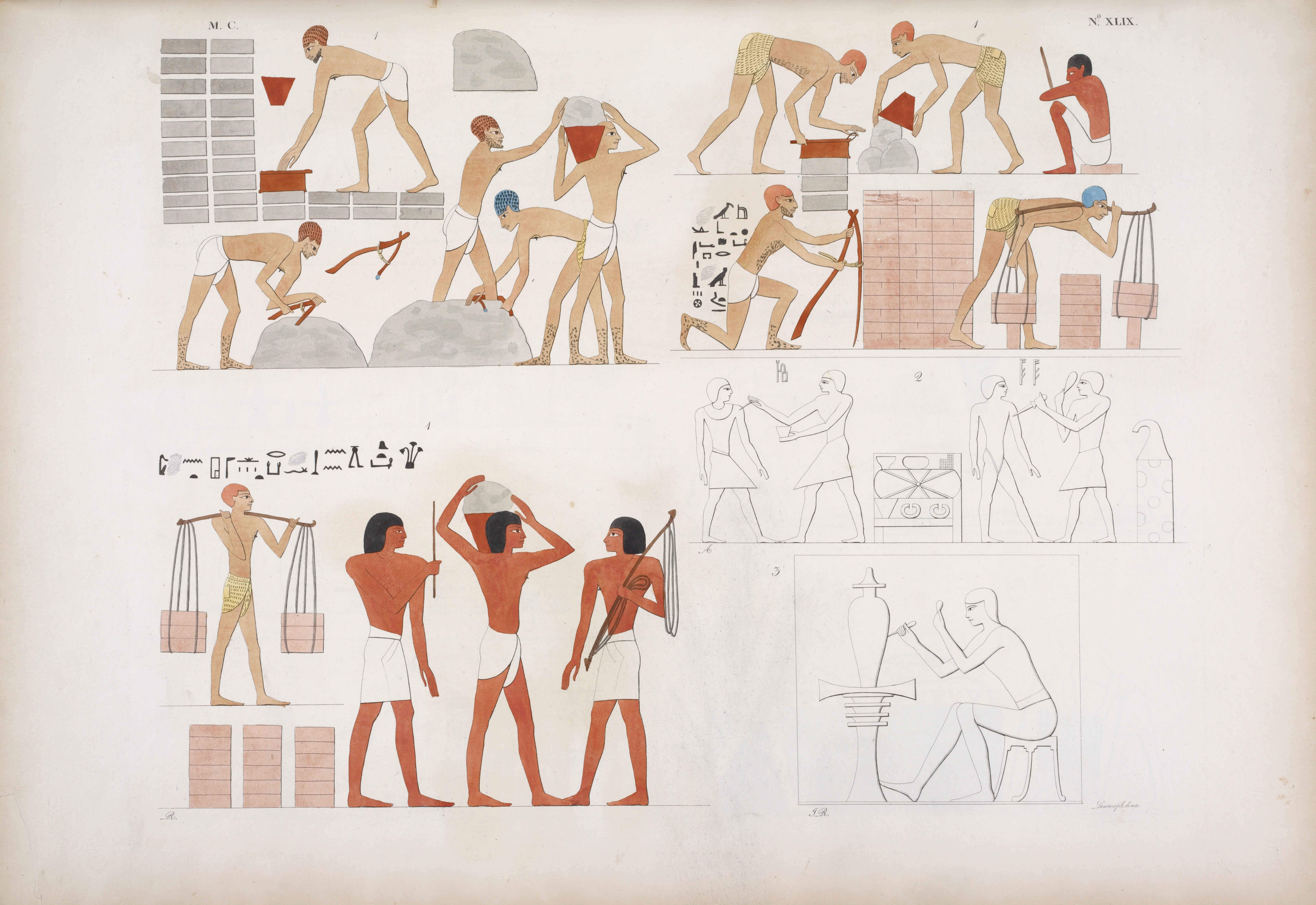
Elaboración de ladrillos de adobe en el antiguo Egipto. Ilustración de una pintura mural de la tumba de Rejmira.

Pasando al continente africano se encuentran materiales similares en Buhen (Nubia, Antiguo Egipto). El uso de moldes para hacer ladrillos regulares se atribuye al Antiguo Egipto. Los diferentes pasos que se seguían para su elaboración han quedado descritos en las pinturas murales de Rejmira, visir de Egipto hacia el 1450 a. C. en Tebas (la actual Luxor).
Un importante avance en la albañilería primitiva fue el ladrillo cocido, que comenzó a usarse hacia 3500 a. C.. La cocción le dio una resistencia similar a la piedra, con la ventaja de su moldeado previo. Moldear ladrillos era menos costoso que tallar piedras, lo que abarató los precios de la construcción.

### Ladrillos chinos
En China, los ladrillos más primitivos fueron hallados en 2009 en el yacimiento de Xi'an, con una antigüedad estimada de unos 3800 años. Las primeras descripciones del proceso de producción cerámica de ladrillos aparecen en la dinastía Song, dentro del manual del carpintero Yingzao Fashi, publicado el año 1103 por el gobierno oficial de Jie Li, supervisor público de las obras para la construcción de edificios dependientes del gobierno.
La idea de firmar los ladrillos con el nombre del alfarero, con su fecha de nacimiento y el lugar de producción eran ya habituales en el periodo de la dinastía Ming.

Ladrillos en los museos
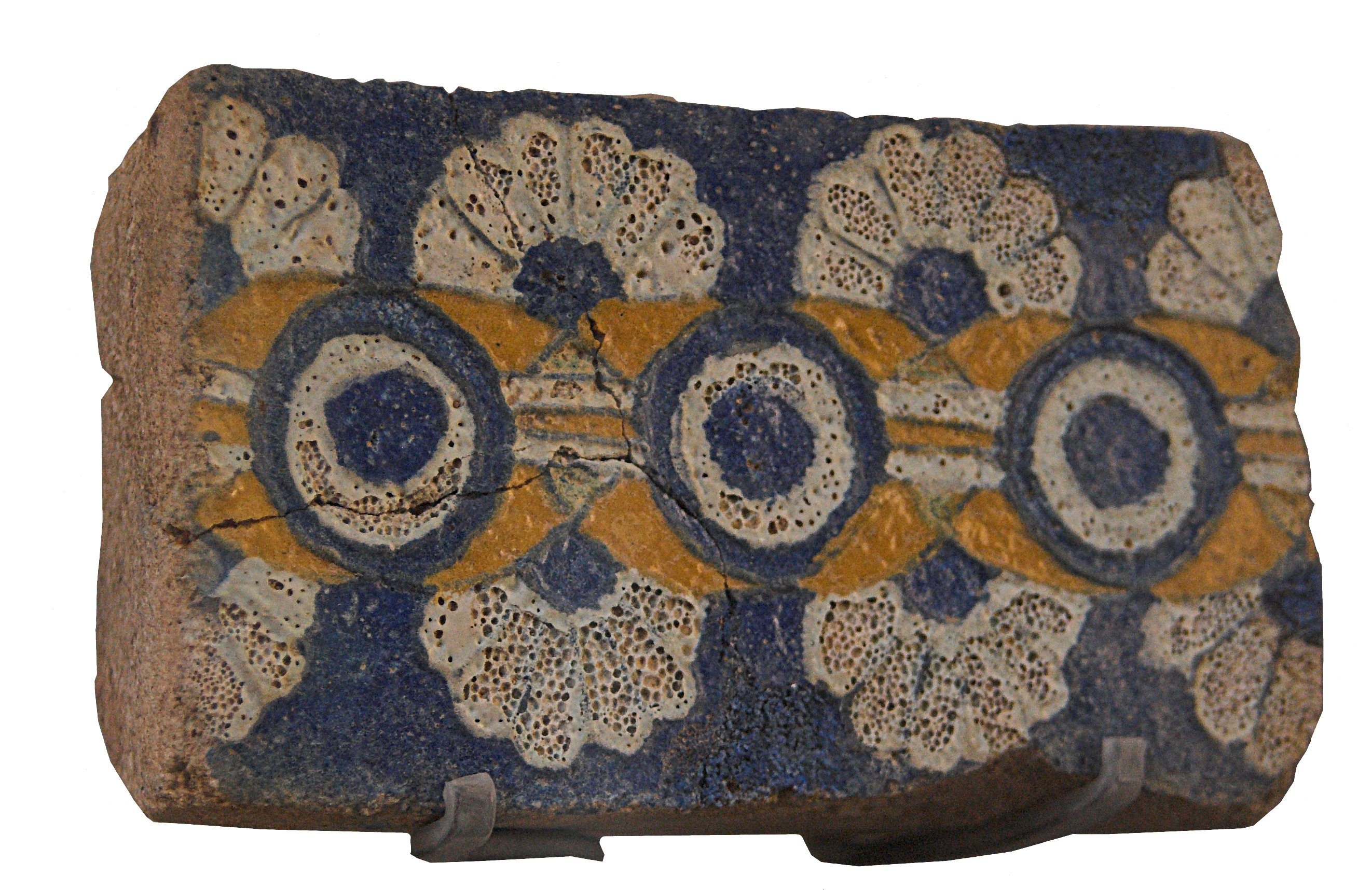
Ladrillo decorado de la dinastía aqueménida en Susa (siglos VI al siglo IV a. C.) Museo del Louvre (procedente de las excavaciones realizadas por los Dieulafoy en 1885).
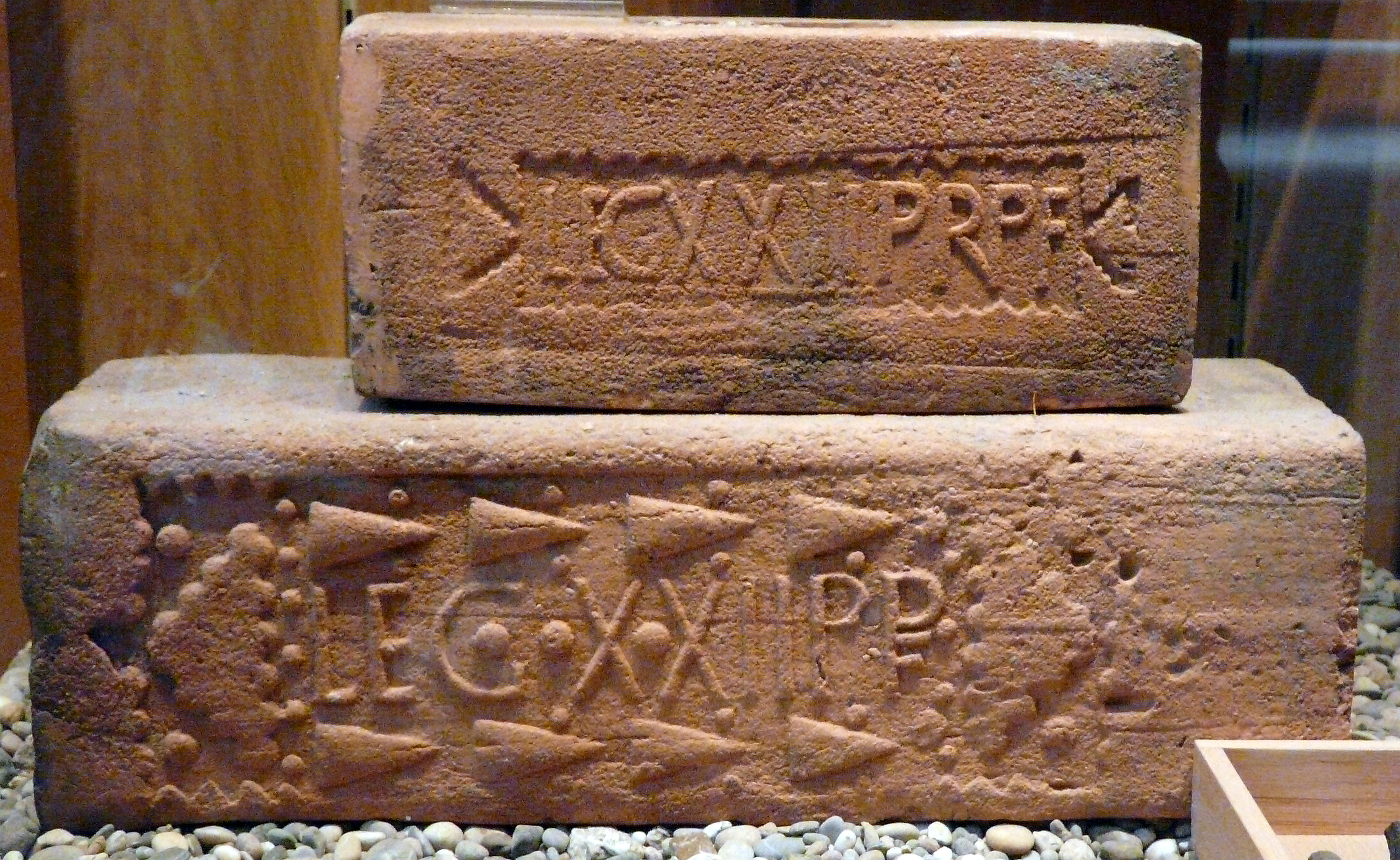
Ladrillo romano con el sello de la "Legio XXII Primigenia". Museo de Saalburg.
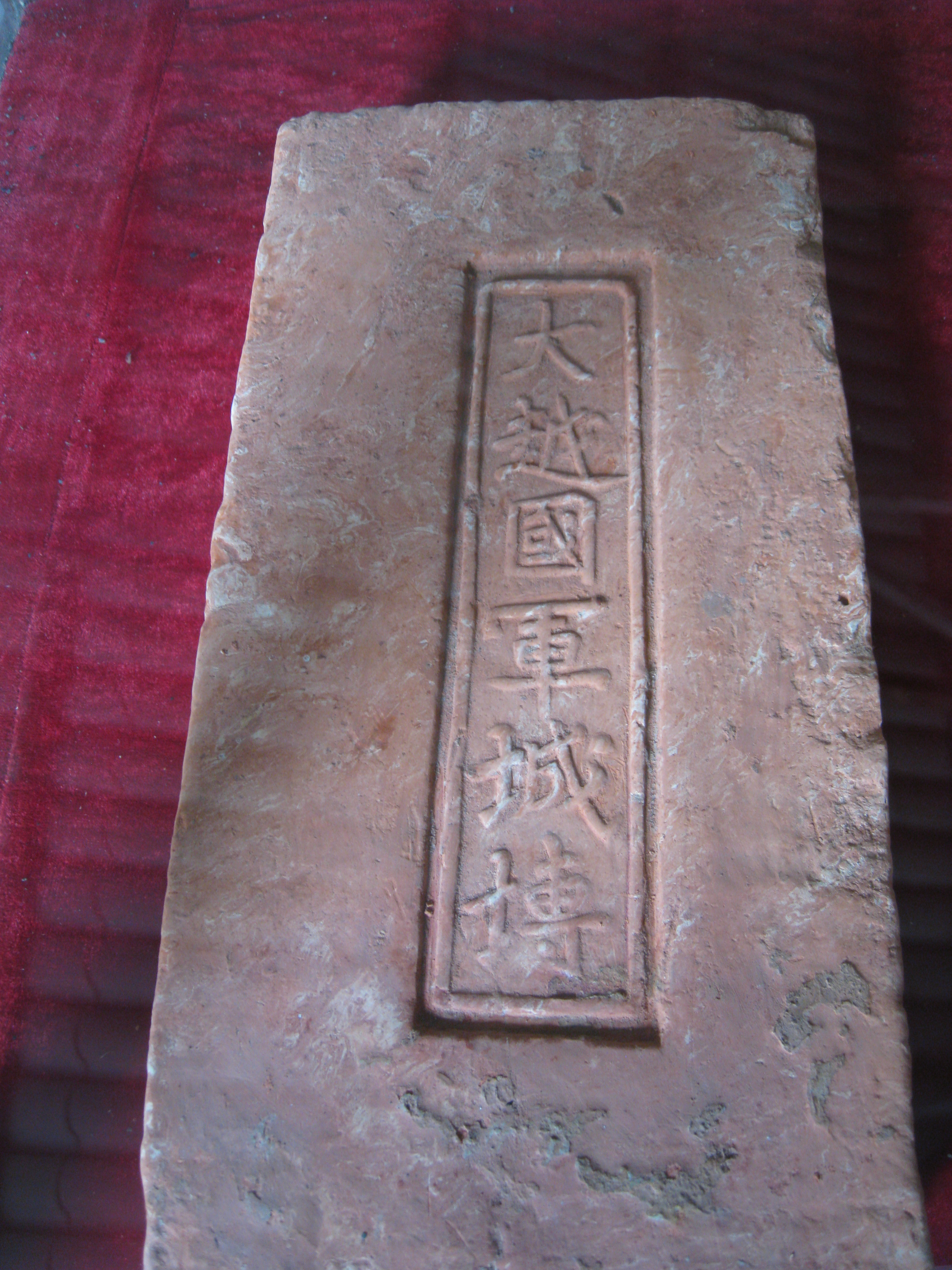
Ladrillos utilizados en la construcción de los palacios reales de las dinastías vietnamitas Dinh y Le.

### Ladrillos romanos
A pesar de su proverbial pasión por la piedra como elemento arquitectónico, los romanos utilizaron con pareja vocación el ladrillo. Un ejemplo bien conservado son las Termas de Caracalla, en las que se empleó una mezcla de ladrillo y opera caementicia (hormigón romano).

Hay varias medidas y según la zona se utilizan diferentes formatos, pero en general son de una factura excelente, macizos, con cinco o seis centímetros de grosor y de un tamaño que podía llegar a los 50 cm de largo por 30 de anchura.
Las medidas más utilizadas eran:
- pedalis (30x30 cm), 1 pie romano de lado, el ladrillo básico;
- sesquipedalis (45x45 cm), de pie y medio de lado, era el más utilizado;
- sessalis (22x22 cm) se emplea desde mediados del siglo I d. C., si se dividía por sudiagonal, daba lugar a dos ladrillos triangulares o semiláteres.

Se fabricaban en moldes sobre los que se echaba un poco de arena -para luego poder sacarlos- y se dejaban orear antes de cocerlos en el horno. A veces hay huellas de personas y de animales (son frecuentes las de perros y gatos) que han pasado por encima durante esta fase de secado.

En algunos se hacían rápidas marcas en una de sus caras con los dedos (con forma de cruz, circular, etc.) para identificar el taller.

## Gótico de ladrillo
La cultura arquitectónica del ladrillo, conservada por Bizancio e introducida en el norte de Italia, llegarían así hasta el norte de Alemania donde, a partir del siglo XII, se desarrolló una tradición independiente que culminó en el llamado "gótico de ladrillo", extendido por todo el norte de Europa, especialmente en las regiones del Mar Báltico (sin recursos naturales de roca). Ejemplos de ese periodo construidos casi exclusivamente en ladrillo, se conservan en Dinamarca, Alemania, Polonia y Rusia.

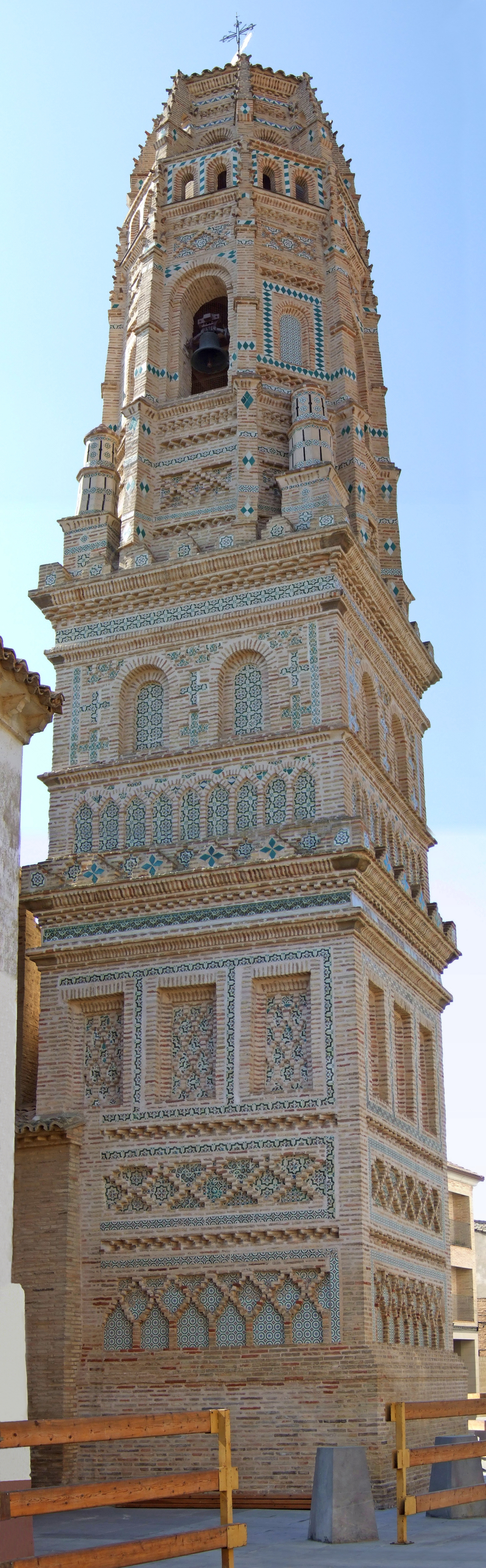
Torre del mudéjar aragonés en Utebo (Zaragoza).

## El ladrillo en el arte mudéjar
El arte mudéjar, considerado el más representativo del medievo en España e inspirado por su carácter fronterizo entre el norte cristiano y los musulmanes, tiene en el ladrillo y el azulejo su elemento más identificador. Se han diferenciado varios tipos de mudejarismo:
1. Románico de ladrillo, en León, Valladolid, Ávila y Segovia.
2. Arte mudéjar occidental, desde el río Tajo hasta Portugal.
3. Mudéjar aragonés. Con características propias, como la profusión de elementos ornamentales de cerámica vidriada, y un mayor desarrollo en los valles del Ebro, Jalón y Jiloca.
4. Extremadura y Andalucía (especialmente Sevilla y Córdoba).

## Plazas de toros, escuelas, saunas y palacetes
Desbordando el contexto de arquitectura religiosa del tradicional mudéjar español, el "neomudéjar", promovido a finales del siglo XIX por arquitectos como Emilio Rodríguez Ayuso o Agustín Ortiz de Villajos, desarrolló en la península ibérica y algunas capitales americanas una imaginativa pasión por el ladrillo y los elementos arquitectónicos de inspiración árabe. El nuevo estilo se asoció especialmente a construcciones de carácter festivo y de ocio, o bien administrativo o laboral: teatros, casinos, estaciones de tren, plazas de toros, ayuntamientos, oficinas de correos, balnearios, fábricas e incluso saunas.

## Ladrillismo
Por este nombre, o respetando el término alemán Expresionismo en Ladrillo (Backsteinexpressionismus), se conoce la corriente o estilo arquitectónico practicado entre 1920 y 1930 en Alemania y Países Bajos. Fuera del contexto nacionalista de este expresionismo, pueden encontrarse ejemplos contemporáneos en gran parte de Europa.